# 矮生红景天
矮生红景天（学名：Rhodiola humilis）为景天科红景天属的植物。分布于锡金以及中国大陆的西藏等地，生长于海拔4,500米的地区，一般生长在高山草甸，目前尚未由人工引种栽培。
种加名 humilis 意为“低矮的”。

## 别名
卡倍红景天（植物分类学报增刊） 矮景天、二型叶景天（拉汉种子植物名称）

## 异名
- Rhodiola karpelesae (Hamet) S. H. Fu